# Simone Van Riet
Simone Van Riet, née à Jette le 12 avril 1919 et y morte le 28 novembre 1993, est une philologue, philosophe et islamologue belge, connue pour son travail sur les traductions du philosophe Avicenne.

## Carrière académique et scientifique
Simone Van Riet entreprend des études de philologie classique aux Facultés universitaires Saint-Louis de Bruxelles, puis à l'Université catholique de Louvain, où elle obtient sa licence en septembre 1940. Elle commence ensuite une carrière de professeur de grec et de latin dans l’enseignement secondaire, à l'Institut des Dames de Marie de Saint-Josse-ten-Noode puis à l’Institut des Ursulines de Koekelberg, tout en devenant, en 1944, docteur en philosophie et lettres de l’Université de Louvain, avec une thèse sur Cicéron et les tragiques grecs.
Au début des années 1950, elle découvre le monde arabe en assistant aux cours d'Armand Abel, puis, à Paris, à ceux de Régis Blachère. En 1954, elle obtient le diplôme de l'École nationale des langues orientales vivantes. Quelques années plus tard, en 1960, elle devient l’assistante du professeur Gérard Verbeke à l’institut supérieur de philosophie de l’UCLouvain. Elle y est ensuite nommée professeur en 1971, puis professeur ordinaire en 1974, et y dispense les cours d'histoire de la philosophie arabe, de textes philosophiques arabes, et de langue arabe classique. 
Parallèlement à son enseignement, elle s’attelle à une tâche considérable, qui deviendra l’œuvre de sa vie : l'édition critique de la traduction latine médiévale d'Avicenne, qui, à son décès, comptera huit volumes. Les lexiques qui accompagnent ces traductions établissent des correspondances précises entre les termes latins et les textes arabes, dont  les spécialistes des textes arabes d'Avicenne se sont beaucoup aidés pour mettre au point leurs propres éditions. 
Simone Van Riet a été élue à la classe des lettres et des sciences morales et politiques de l'Académie royale de Belgique, et était également membre associé de l'Académie royale d'Amsterdam. 

## Œuvre principale
- Avicenna Latinus. Edition critique de la traduction latine médiévale (8 volumes parus de son vivant, de 1968 à 1992).